# 灰鳳冠雉
灰鳳冠雉（Pauxi pauxi），又名盔鳳冠雉，是一種陸上的鳳冠雉。

## 特徵
灰鳳冠雉長91厘米。頭細小，前額上有藍灰色的大冠，喙紅色，尾巴羽毛端白色，展翼及胸部冑綠色料澤，上身黑色，下身白色。雄雞及雌雞相似。雄雞重3.6公斤，雌雞重2.6公斤。一些較稀少的赤色形態有黑色的斑紋及紅褐色的羽毛。

## 分類及演化
灰鳳冠雉有兩個亞種：
- Pauxi pauxi pauxi：分佈在梅里達山至東科迪勒拉山；冠較大及呈蛋狀。
- Pauxi pauxi gilliardi：分佈在佩里哈山脈；冠較細，形狀像圓柱體。

南盔鳳冠雉曾一度被分類為灰鳳冠雉的亞種，但現已分類為獨立的物種。
灰鳳冠雉的演化歷史較少資料。牠們可能是源自中新世晚期的分支。從現今的分佈來看，牠們有可能於600萬年前造山時被分隔開來。亞種之間的基因流於何時停止未明。

## 分佈及行為
灰鳳冠雉分佈在安地斯山脈以東的委內瑞拉及哥倫比亞，是區內最大的鳥類之一。牠們主要吃種子、果實、昆蟲及細小的動物。雌雞每次會生2隻蛋，蛋呈奶白色，約需30天來孵化。

## 保育狀況
灰鳳冠雉被列在《瀕危野生動植物種國際貿易公約》附錄二中。由於牠們的數量急遽減少，故世界自然保護聯盟將其保育狀況由易危提升為瀕危。

## 外部連結
- ARKive
- BirdLife Species Factsheet （页面存档备份，存于）